# Mats Ödeen
Mats Kjell Ödeen, född 24 maj 1937 i Stockholm, död 16 juni 1997 i Stockholm, var en svensk dramatiker. Han var medarbetare i Entré, Allt om böcker med flera tidskrifter. Ödeen var sekreterare i Sveriges Dramatikerförbund åren 1972–1982. Han var också ordförande i stiftelsen Svensk dramatik.
"Ö tillägnade sig en grundläggande teatererfarenhet som skådespelare, regissör, dekoratör m m under flera års verksamhet vid Sth:s studentteater. ... Övers Ionesco, Arrabal, Piaget m fl." (Litteraturlexikon, 1974)
Mats Ödeen var son till Kjell Ödeen och brorson till Stig Ödeen. Han ligger begravd i kvarter 43 på Skogskyrkogården i Stockholm.

## Pjäser
Pjäser för scen, radio och TV av Mats Ödeen:
- Svart och vitt, 1960
- Hur så? (1960)
- Fem livstycken (1963)
- Kärlek måste vi ha (radiopjäs, 1964)
- Picnic med kyckling och rött vin i Haga, 1966
- Svindlande perspektiv (radiopjäs, 1967)
- Flickan i kulturhuset, 1968
- Vad händer på andra sidan?: ett konstaterande (för Helsingborgs stadsteater 1968)
- Den bittra sanningen om Helmer Citron, 1969
- Oskuld och arsenik, 1972
- Det är barnens århundrade (radiopjäs, 1973)
- Den förälskade datamaskinen, 1975
- Mordet på stormarknaden, 1975
- Duell i gryningen, TV-pjäs, 1977
- Almas hundra sånger, 1977
- Det enda raka (TV-pjäs, 1978). Tryckt i Fem pjäser för amatörteaterbruk. Del 2 (Författarförl, 1978)
- Jag lever och törstar efter blod, 1979
- De vilda barnen (barnpjäs, 1979) [Baserad på Leonid Pantelejevs berättelse Petja och klockan]
- Fasta förbindelser, TV-pjäs, 1979
- Stark & svag, 1980
- Bärgningen, 1981
- Liten Karin, TV-pjäs, 1981
- Drama ombord på ångfartyget Prins Carl, 1981
- Pojken som besegrade jätten, 1982
- Riket och staden, 1982
- Mannen i gondolen (1982). Tryckt i Svenska radiopjäser. 1982 (Sveriges radio, 1982)
- Aristofanesfreden, 1982
- Nya himlar och en ny jord, 1984
- Trubadurens återkomst (1984)
- Änglaverket, 1984
- Grand Hotel Royal, 1985
- Kuriren, 1988
- Mögel, 1990
- Vad gör vi?, 1991

## Böcker
- Dramatiskt berättande: om konsten att strukturera ett drama (Carlsson, 1988)
- Den upplysta scenen: om konsten att se teater (Carlsson, 1991)
- Skådespelarna tar makten: om teatern och den nya klassen under två decennier (Carlsson, 1993)